# Угреська (станція МЦК)
Угреська (рос. Угрешская) — пасажирська платформа Московської залізниці, що є зупинним пунктом міського електропоїзда — Московського центрального кільця. В рамках транспортної системи Московського центрального кільця позначається як «станція», хоча фактично власне не є залізничною станцією через відсутність колійного розвитку.
Відкрита 10 вересня 2016 року. Названа по Угреській вулиці.
Платформа розташована у північно-східній горловині однойменної вантажної станції на перетині Третього транспортного кільця і Волгоградського проспекту на території району Печатники. За 900 м на північний захід від платформи розташована станція метро «Волгоградський проспект». На станції заставлено тактильне покриття.

## Пересадки
- Метростанцію  Волгоградський проспект
- Автобуси: м79, 736, с790, т38;
- Трамваї: 43